# Metropolitana di Almaty
La metropolitana di Almaty è una rete di metropolitana che serve Almaty, città più popolosa del Kazakistan.
Benché i primi lavori fossero iniziati già nel 1988, all'epoca dell'Unione Sovietica, questi furono interrotti dal crollo dell'URSS di poco successivo.
Furono ripresi nel 2003 dal governo kazako e la prima tratta fu inaugurata il 1º  dicembre 2011.

## Linee e stazioni in esercizio
| # | Nome    | Apertura         | Lunghezza | N° stazioni |
| - | ------- | ---------------- | --------- | ----------- |
| 1 | Linea 1 | 1º dicembre 2011 | 13,4 km   | 11          |

| Stazione                     | Apertura         |
| ---------------------------- | ---------------- |
| Rajymbek batyr               | 1º dicembre 2011 |
| Žibek Žoly                   | 1º dicembre 2011 |
| Almaly                       | 1º dicembre 2011 |
| Abaj                         | 1º dicembre 2011 |
| Bajkonur                     | 1º dicembre 2011 |
| Teatr imeni Muchtara Auėzova | 1º dicembre 2011 |
| Alatau                       | 1º dicembre 2011 |
| Sajran                       | 18 aprile 2015   |
| Ma̋skeu                       | 18 aprile 2015   |
| Saryarka                     | 30 maggio 2022   |
| Bauyrzhan Momyshuly          | 30 maggio 2022   |